# Le Spectre vert
Pour plus de détails, voir Fiche technique et Distribution.
Le Spectre vert est un film franco-américain réalisé par Jacques Feyder et Lionel Barrymore, sorti en 1930.

## Synopsis
Un groupe d'amis d'enfance découvre que chacun d'eux est tués par un mystérieux individu qui se fait appeler Le Spectre Vert. Les survivants décident de piéger le tueur dans un vieux manoir mais vont apprendre que le meurtrier fait partie de leurs amis...

## Fiche technique
- Titre : Le Spectre vert
- Réalisation : Jacques Feyder et Lionel Barrymore
- Scénario : Dorothy Farnum, d'après le roman de Ben Hecht The Green Ghost ; adaptation française : Yves Mirande et Frédéric Mauzens
- Dialogues : Yves Mirande et Frédéric Mauzens
- Photographie : William Daniels
- Son : Douglas Shearer
- Direction artistique	Cedric Gibbons
- Costumes : David Cox
- Montage : Basil Wrangell
- Production : Metro-Goldwyn-Mayer
- Pays de production :  France -  États-Unis
- Genre : Thriller
- Durée : 105 minutes
- Date de sortie : France - 9 mai 1930[1]
- Affiche : Roland Coudon (France)

## Distribution
- André Luguet : Lord Montague
- Jetta Goudal : Lady Efra Cavendish
- Georges Renavent : le docteur Ballou
- Jules Raucourt : Sir James Ramsey
- Pauline Garon : Lady Violet
- George Davis : L'ordonnance

## À propos du film
Le Spectre vert est le premier film parlant français tourné à Hollywood (en 1929). Il s'agit de la version française de The unholy night,.